# Gelis vasiljevi
Gelis vasiljevi är en stekelart som först beskrevs av Kokujev 1912.  Gelis vasiljevi ingår i släktet Gelis och familjen brokparasitsteklar. Inga underarter finns listade i Catalogue of Life.